# Günther Krappe
Günther Krappe (ur. 13 kwietnia 1893 w Żółte, zm. 31 grudnia 1981 w Altena) – niemiecki generał, uczestnik I i II wojny światowej, wzięty do niewoli przez żołnierzy Wojska Polskiego. 
Walczył w I wojnie światowej w stopniu porucznika. W czasie II wojny światowej dowodził 61. Dywizją Piechoty (od 1 maja do 11 grudnia 1943) w czasie walk z Armią Czerwoną na terytorium Związku Radzieckiego. 
W czasie walk na Pomorzu dowodzony przez niego X Korpus Armijny SS był atakowany przez jednostki 1 Armii Wojska Polskiego, w wyniku czego doszło do bitwy pod Bierzwicą. 
5 marca 1945 roku, we wsi Olchowiec (w której znajdował się jego majątek ziemski) w rejonie Drawska Pomorskiego, Krappe został wzięty do niewoli przez żołnierzy, 10 Pułku Piechoty z 4 Dywizji Piechoty. Pozostawał w niewoli do 1 marca 1949 roku.

## Kariera wojskowa
- podporucznik (22 marca 1914)
- porucznik (20 maja 1917)
- kapitan (1 lutego 1925)
- major (1 kwietnia 1934)
- podpułkownik (1 sierpnia 1936)
- pułkownik (1 kwietnia 1939)
- generał major (1 listopada 1942)
- generał porucznik (1 października 1943)